# Wilma Newhoudt-Druchen
Wilma Newhoudt-Druchen est une femme politique sud-africaine, membre du Congrès national africain (ANC).

## Biographie
En 1999, elle devient la première personnalité politique sourde à être élue au Parlement d'Afrique du Sud.
Elle est diplômée de l'université Gallaudet et vice-présidente de la Fédération mondiale des sourds entre 2011 et 2015.

## Distinctions et récompenses
- Prix Edward Miner Gallaudet Award par l'université Gallaudet en 2012[2].